# Leidy Solís
Leidy Yesenia Solís Arboleda (Tuluá, 17 febbraio 1990) è una sollevatrice colombiana, vincitrice della medaglia d'argento alle Olimpiadi di Pechino 2008 nella categoria 69 kg.

## Olimpiadi di Pechino 2008
Leidy Solís ha partecipato alle Olimpiadi di Pechino 2008 terminando al quarto posto nei 69 kg, ma in seguito si è vista assegnare la medaglia d'argento dopo le squalifiche per doping della terza classificata Natalija Davydova e della prima classificata Liu Chunhong.

## Palmarès
- Giochi olimpici

Pechino 2008: argento nei 69 kg.
- Mondiali

Anaheim 2017: oro nei 69 kg.
Pattaya 2019: oro negli 81 kg.
- Giochi panamericani

Rio de Janeiro 2007: oro nei 63 kg.
Toronto 2015: oro nei 69 kg.
- Campionati panamericani

Callao 2008: oro nei 69 kg.
Chicago 2009: oro nei 69 kg.
Città del Guatemala 2010: oro nei 69 kg.
Santo Domingo 2014: oro nei 69 kg.
Cartagena 2016: oro nei 69 kg.
Miami 2017: oro nei 69 kg.
- Giochi sudamericani

Buenos Aires 2006: oro nei 63 kg.
Medellín 2010: oro nei 69 kg.
Santiago del Cile 2014: oro nei 69 kg.
- Giochi centramericani e caraibici

Cartagena 2006: argento nei 63 kg.
Mayagüez 2010: oro nei 69 kg.
Veracruz 2014: oro nei 69 kg.
Barranquilla 2018: oro nei 75 kg.